# Halteriida
Halteriida es un pequeño grupo de ciliados de agua dulce. Presenta dos familias, por un lado Halteriidae, que son mixótrofos que poseen un alga verde endosimbionte; y por el otro lado la familia Meseridae, único género Meseres, que tiene la facilidad de enquistarse para su criopreservación.
En diciembre de 2022, se ha descubierto que pueden ser viróvoros, es decir, que pueden usar el consumo de virus como fuente de energía y de nutrientes.